# Pristurus abdelkuri
Pristurus abdelkuri — вид геконоподібних ящірок родини Sphaerodactylidae. Ендемік Ємену.

## Поширення і екологія
Pristurus abdelkuri є ендеміками острова Абд-ель-Курі в архіпелазі Сокотра. Кілька інтродукованих популяцій існують також на острові Сокотра. Вони живуть серед скель і каміння, на піщаних і галькових пляжах. Зустрічаються на висоті до 50 м над рівнем моря.